# Amtsgericht Blankenheim
Koordinaten: 50° 26′ 8,6″ N, 6° 39′ 8,1″ O

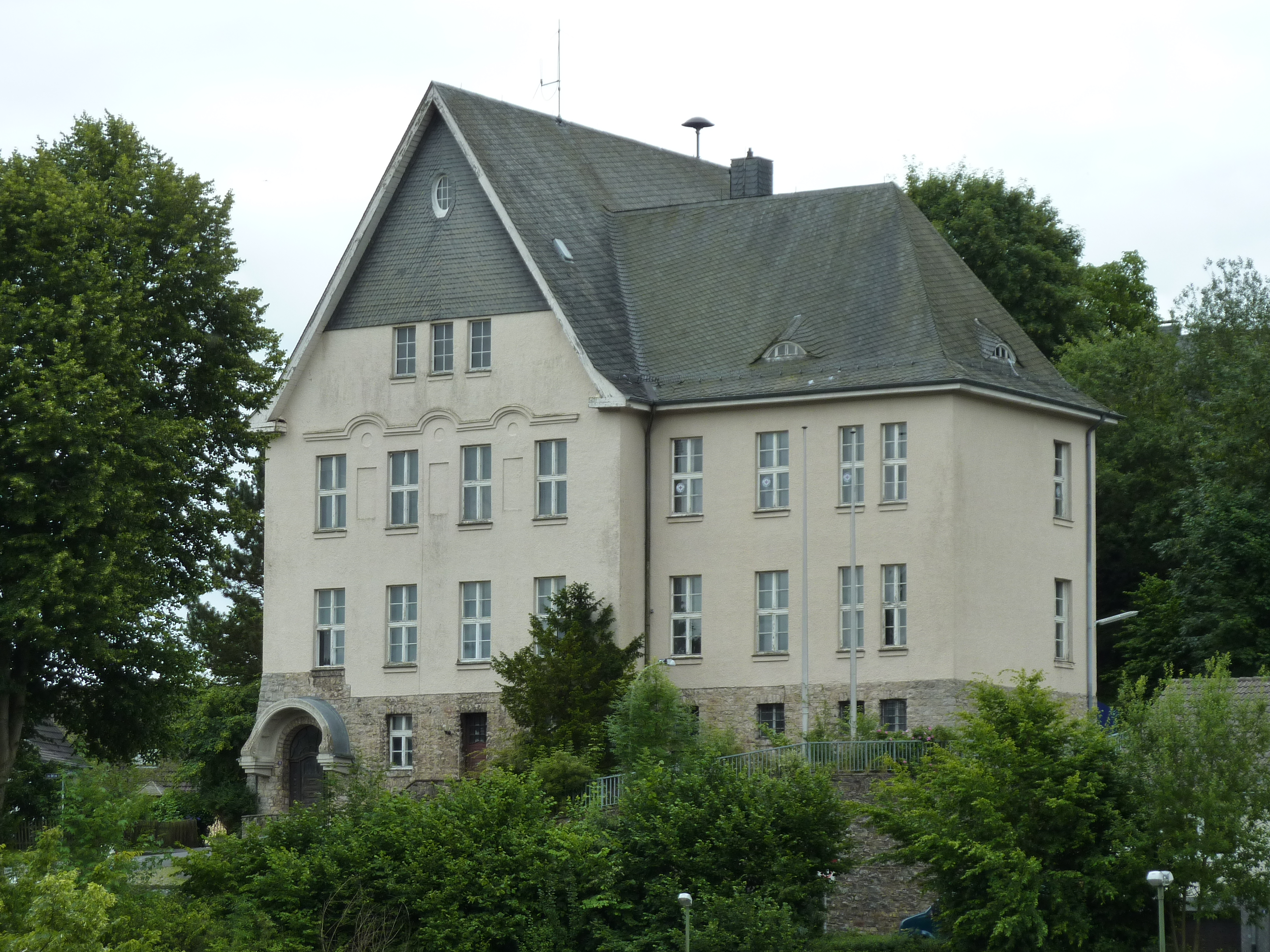
Amtsgerichtsgebäude

Das Amtsgericht Blankenheim war ein preußisches Amtsgericht mit Sitz in Blankenheim.

## Geschichte
Das königlich preußische Amtsgericht Blankenheim wurde mit Wirkung zum 1. Oktober 1879 als eines von 16 Amtsgerichten im Bezirk des Landgerichtes Aachen im Bezirk des Oberlandesgerichtes Köln gebildet. Der Sitz des Gerichts war Blankenheim. Sein Gerichtsbezirk umfasste aus dem Kreis Schleiden die Bürgermeistereien Blankenheim, Kronenburg, Dollendorf, Holzmülheim-Tondorf, Lommersdorf, Marmagen, Udenbreth und Wahlen. Am Gericht bestand 1880 eine Richterstelle. Das Amtsgericht war damit ein kleines Amtsgericht im Landgerichtsbezirk.
Das Amtsgericht Blankenheim wurde am 31. Dezember 1978 aufgehoben. Das Amtsgericht Schleiden übernahm seine Aufgaben.

## Amtsgerichtsgebäude
Das Amtsgerichtsgebäude (Nonnenbacher Weg 10) wurde am 29. Oktober 1913 eingeweiht. Der repräsentative, ländliche Gerichtsbau im zeittypischen Formenkanon steht unter Denkmalschutz.